# Mandarake
Mandarake Inc. (株式会社まんだらけ, Kabushiki gaisha Mandarake) est une entreprise japonaise qui exploite une chaîne de magasins de produits d'occasion. À l'origine, Mandarake est une librairie de livres d'occasion spécialisée dans le manga, fondée en 1980. Elle se constitue en société en 1987 et gère aujourd'hui onze magasins et un centre de distribution. Outre les bandes dessinées, son activité se concentre sur l'achat et la vente d'une grande variété d'objets de collection et de produits dérivés en lien avec la culture otaku, les mangas et l'animation japonaise, comme des DVDs, des CDs, des jouets, des figurines, des cartes à collectionner, des jeux vidéo, des accessoires de cosplay, des celluloïds ou des dōjinshi (œuvres auto-éditées, la plupart du temps par des auteurs amateurs).

## Histoire

### Origines
Le fondateur de Mandarake est le mangaka Masuzō Furukawa (ja). Le Garo Trio (ガロ三羽烏, Garo sanbagarasu), composé de Furukawa et de deux autres artistes, Shin'ichi Abe et Ōji Suzuki (ja), s'est fait connaître dans les années 1970 pour son travail publié dans le magazine de bande dessinée alternative Garo. La première boutique Mandarake, qui ne dispose que de sept mètres carrés, ouvre ses portes en 1980 dans le centre commercial Nakano Broadway, à Tokyo, et vend d'abord seulement des mangas d'occasion,. Furukawa accroît sa notoriété et celle de son magasin grâce à ses apparitions dans Kaiun! Nandemo kanteidan (開運!なんでも鑑定団), une émission de variétés diffusée sur TV Tokyo dans laquelle il est invité en tant que spécialiste des mangas rares et anciens,.

### Développement
Mandarake est officiellement constituée en société en février 1987 et le père de Furukawa en est nommé président. La nouvelle entreprise se lance dès lors dans une phase d'expansion : elle achète de nouveaux emplacements à Nakano Broadway et diversifie son offre en mettant en vente une large gamme d'articles liés à la culture otaku. Un deuxième site est établi dans l'arrondissement de Shibuya en 1994 et la société ouvre régulièrement de nouveaux magasins par la suite.
En 1995, un département d'édition est créé au sein de l'entreprise : il prend en charge la publication de la Mandarake Manga List, un catalogue de vente par correspondance, et Mandarake Zenbu, un magazine destiné aux collectionneurs. Le 26 juillet 2020, Mandarake est cotée à la bourse de Tokyo, dans la section Mothers (en), et devient une société anonyme avec appel public à l'épargne. Elle est déplacée dans la deuxième section le 1er février 2015. En 2001, la société lance Mandaray (マンダレイ, Mandarei), une chaîne de télévision en ligne, en partenariat avec Activision. La chaîne, qui diffuse du contenu en rapport avec la culture otaku, cesse ses activités en 2008,.
Les ventes de jouets sont désormais le cœur de l'activité de Mandarake : en septembre 2018, elles représentaient 48 % des ventes totales ; les livres, 14 % ; les dōjinshi 13 % ; les autres publications, 1 % ; et des articles divers, les 24 % restants. 17 % des ventes sont par ailleurs destinées à l'exportation.

## Sites

### Kantō
Dans la région du Kantō, Mandarake gère six sites : quatre magasins à Tokyo, un autre à Utsunomiya et un centre de distribution situé dans la préfecture de Chiba. À Tokyo, la première boutique ouverte en 1980 dans le centre commercial Nakano Broadway est toujours exploitée par l'entreprise, dont les bureaux se situent à proximité. Au total, Mandarake possède vingt-sept boutiques individuelles (aussi appelées annexes ou kan à l'intérieur de Nakano Broadway. Chacune de ces annexes est spécialisée dans la vente d'un seul type d'article, par exemple les costumes pour cosplay ou les dōjinshi. Plusieurs d'entre elles sont d'anciens commerces indépendants qui ont été rachetés par la société. 
Les autres sites exploités par Mandarake à Tokyo sont le Mandarake Complex, un magasin de huit étages ouvert en avril 2008 dans le quartier d'Akihabara ; le Mandarake de Shibuya, qui comprend une salle de karaoké ; et le Mandarake d'Ikebukuro, près d'Otome Road (en), qui est spécialisé dans les mangas yaoi et shōjo. Hors de Tokyo, le Mandarake d'Utsunomiya se situe dans le quartier de Mageshichō, tandis que la ville de Katori, dans la préfecture de Chiba, accueille le Mandarake Sahra, un dépôt et centre de distribution. Mandarake Sahra n'effectue aucune vente mais reste ouvert au public pour les rachats.

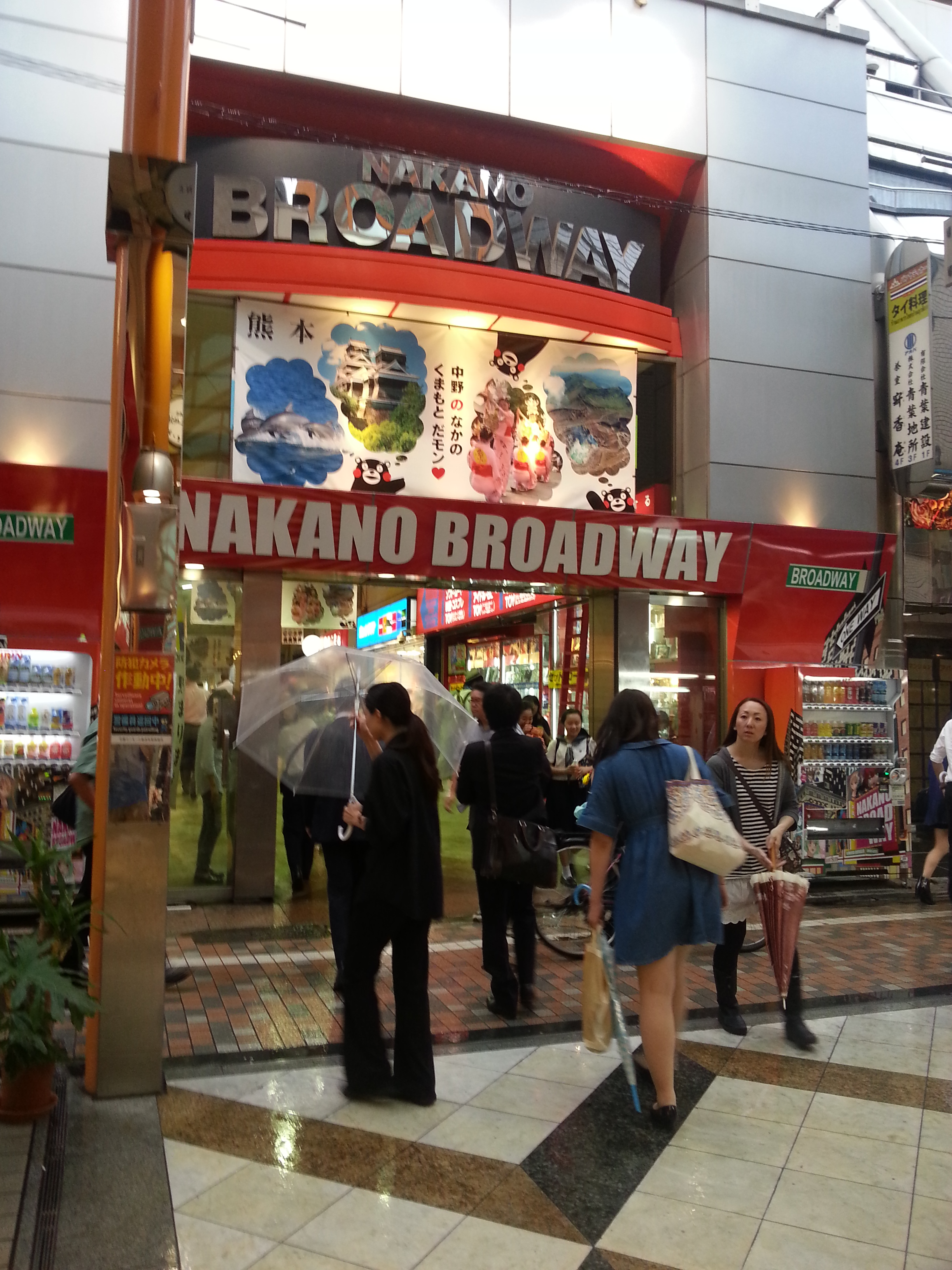
Entrée de Nakano Broadway
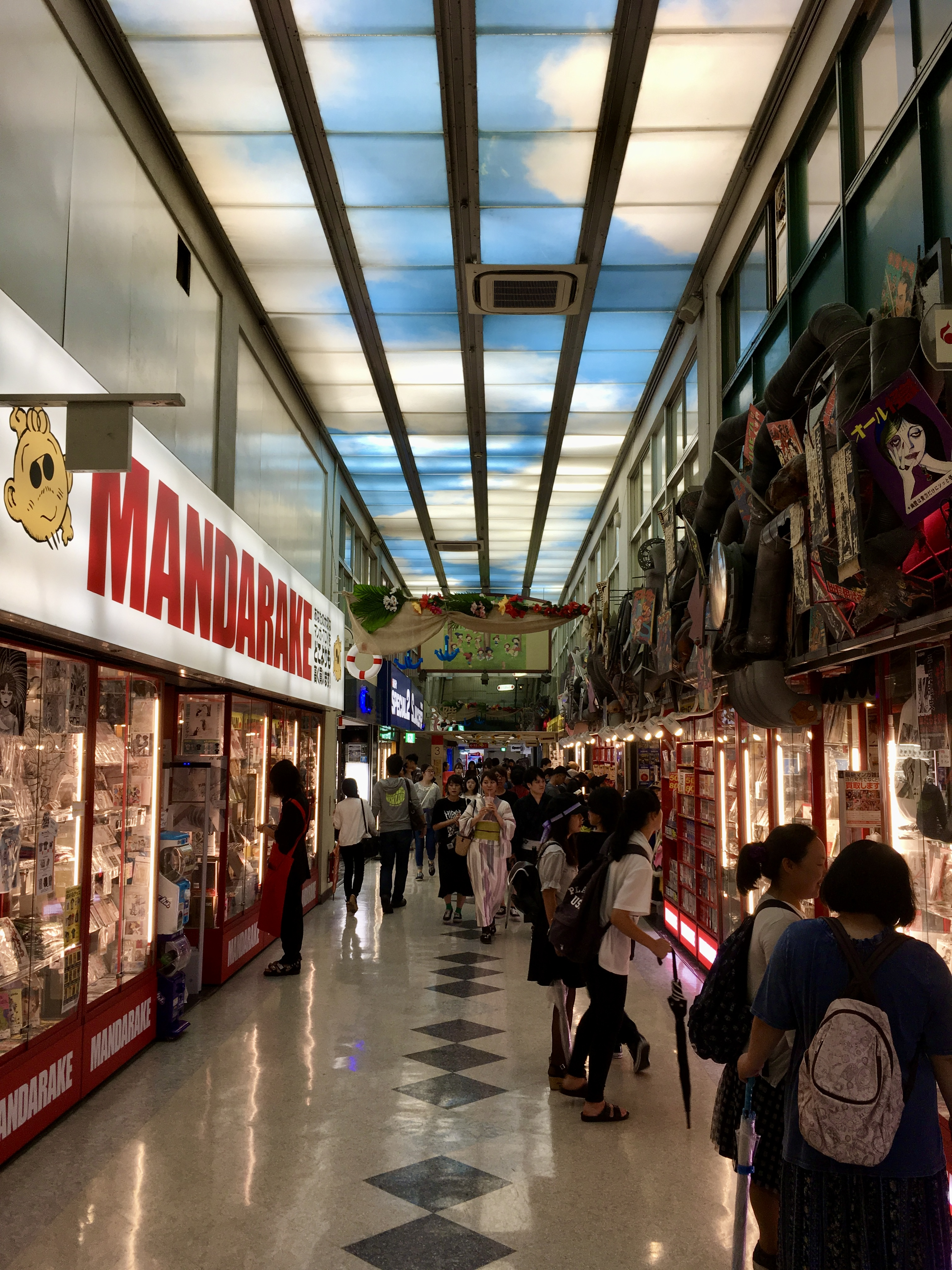
Deux boutiques Mandarake de Nakano Broadway
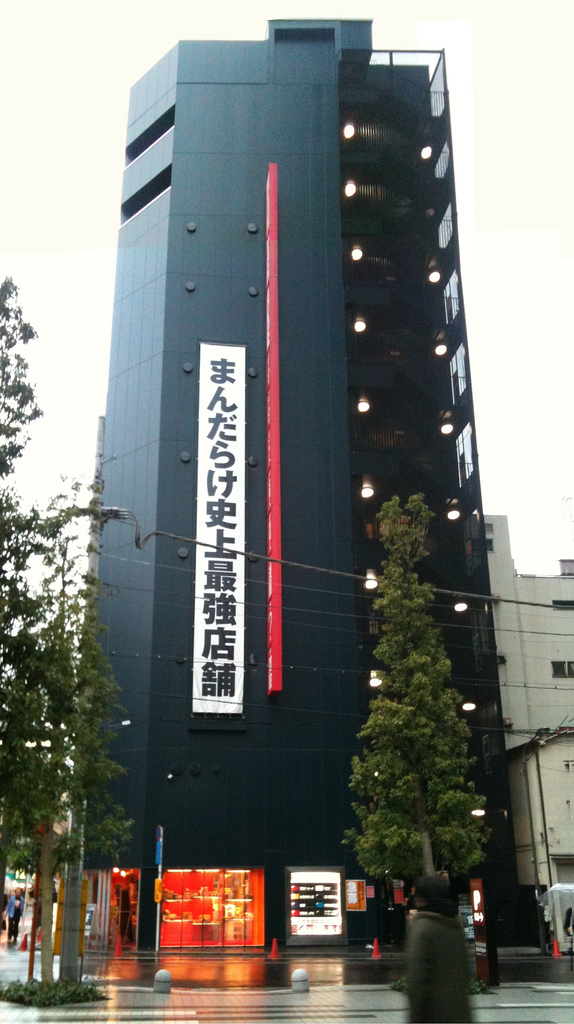
Mandarake Complex à Akihabara
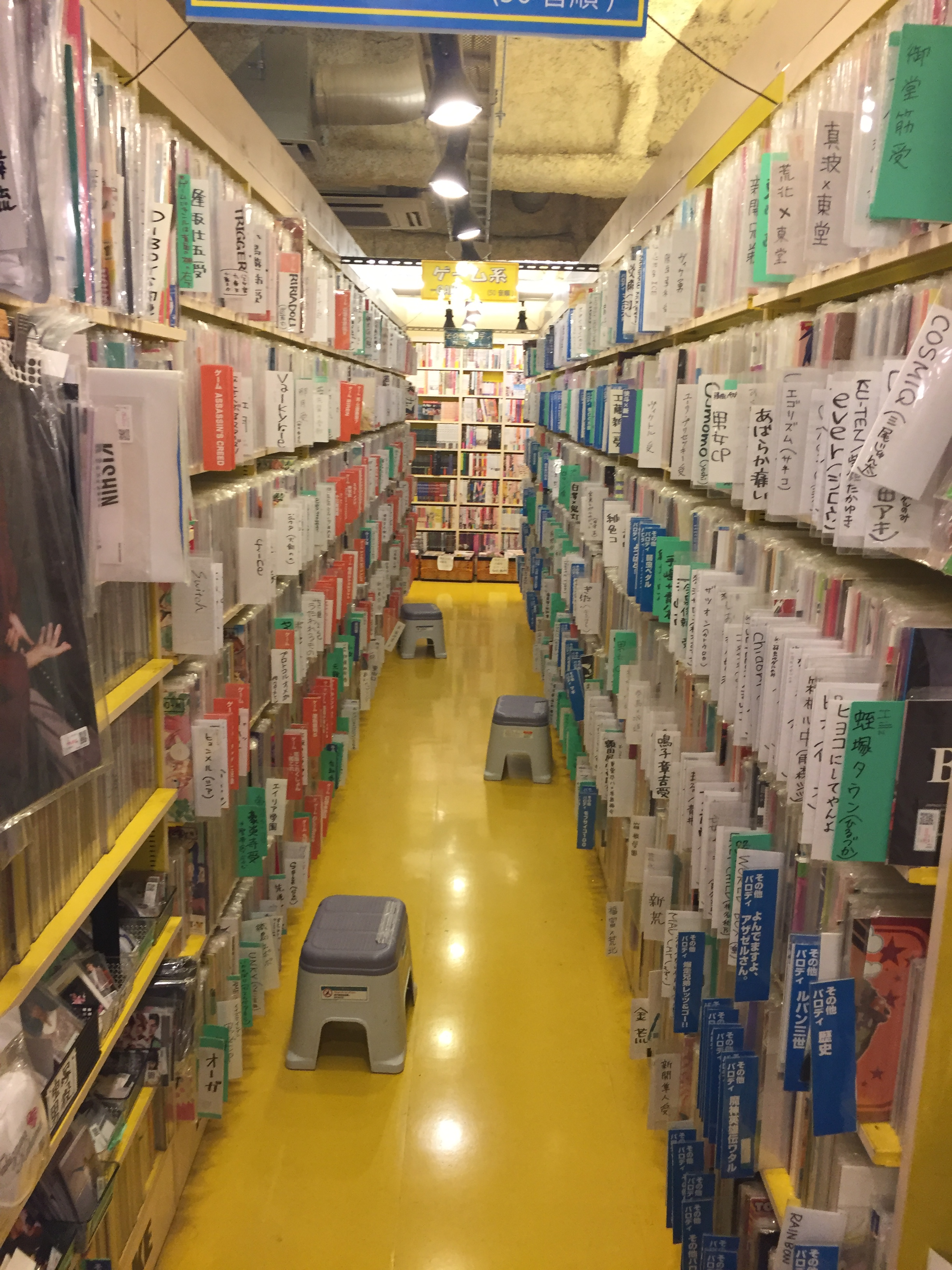
Rayon dōjinshi au 5e étage du Mandarake Complex

### Hors du Kantō
À Sapporo, dans la préfecture de Hokkaidō, l'ancienne boutique du centre commercial Sapporo Nanairo a été abandonnée pour un magasin trois fois plus grand dans le centre commercial Norbesa en mars 2012,. Le Mandarake de Nagoya, dans la région du Tōkai, a déménagé dans l'arrondissement de Naka en 2007 par manque de place, passant de 266 à 578 mètres carrés,.
Dans la région du Kansai, la société exploite deux magasins à Osaka : Mandarake Umeda, dans le quartier de Dōyamachō (en), et Mandarake Grand Chaos, dans l'Amerikamura (en), ou quartier américain. Sur l'île de Kyūshū, deux sites ont été ouverts : l'un à Fukuoka, dans l'arrondissement de Chūō, et l'autre, Mandarake Kokura, à Kitakyūshū, dans l'arrondissement de Kokurakita,. Mandarake gère également une boutique en ligne en japonais et en anglais qui peut expédier des articles dans 83 pays différents outre le Japon.
Hors du Japon, Mandarake a brièvement été présent en Californie entre 1999 et 2003 : d'abord installé à Torrance, dans le comté de Los Angeles, le magasin déménage plus tard à Santa Monica avant de fermer. La société exploitait également un magasin à Bologne en 2001,, et en possédait un à Beijing par le passé.

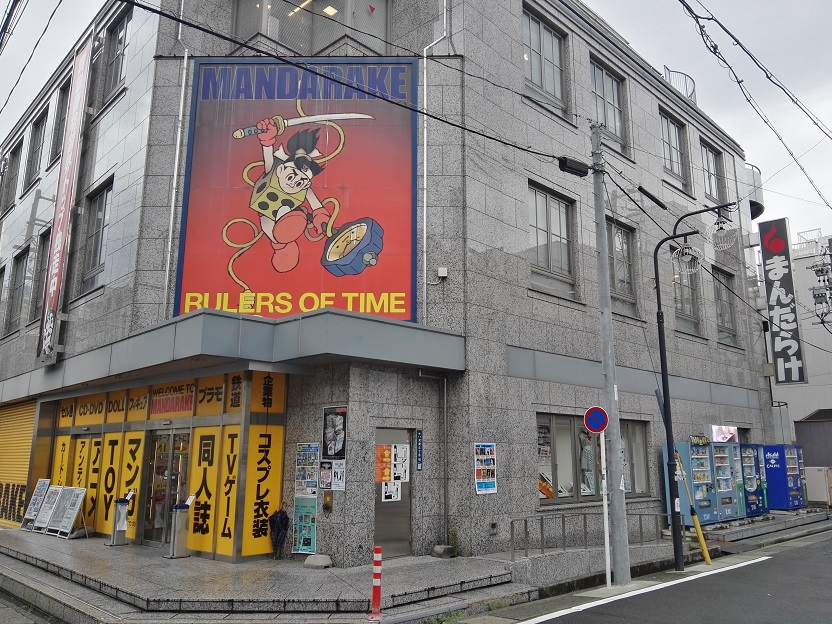
Mandarake de Nagoya
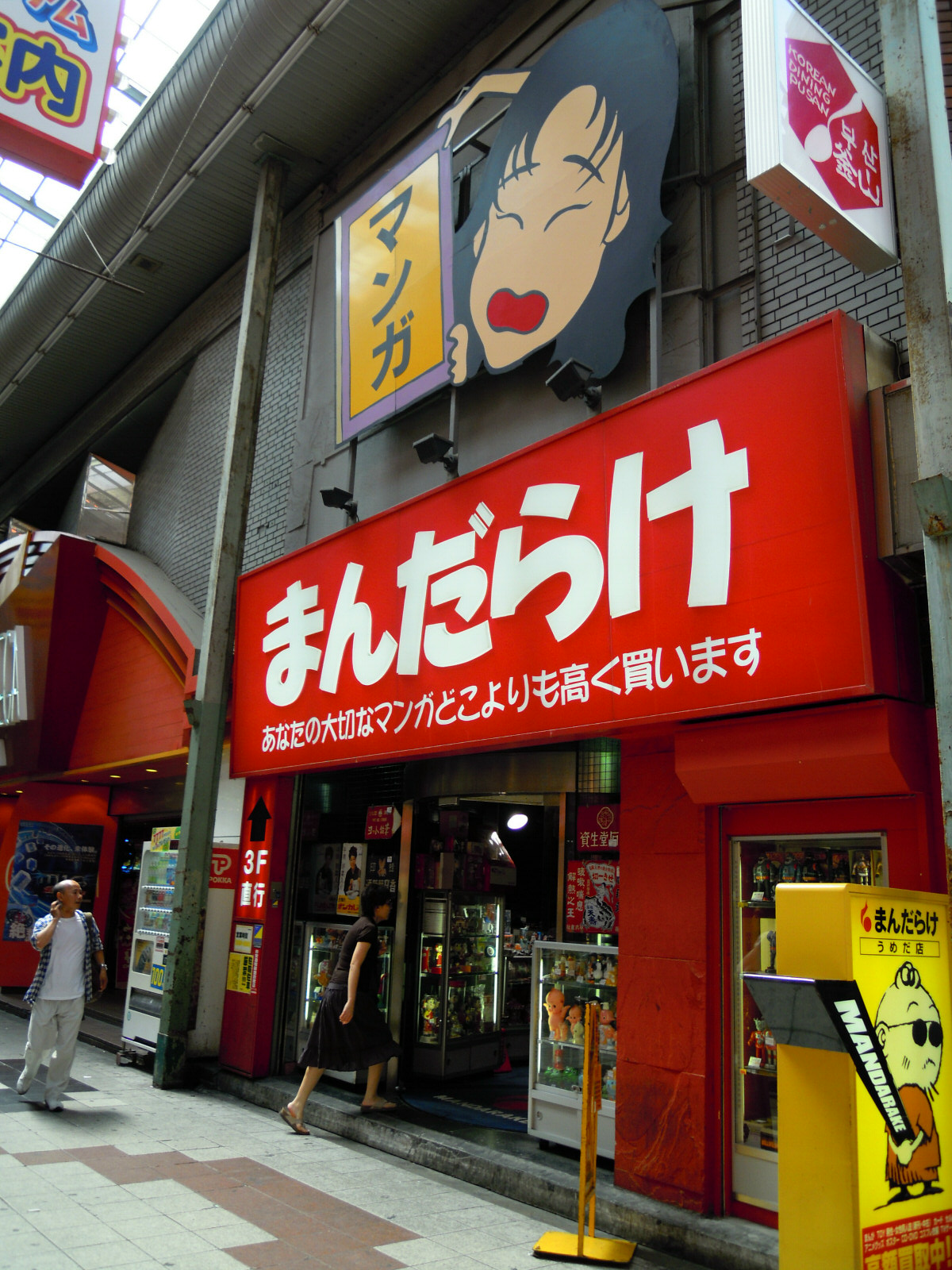
Mandarake Umeda à Osaka
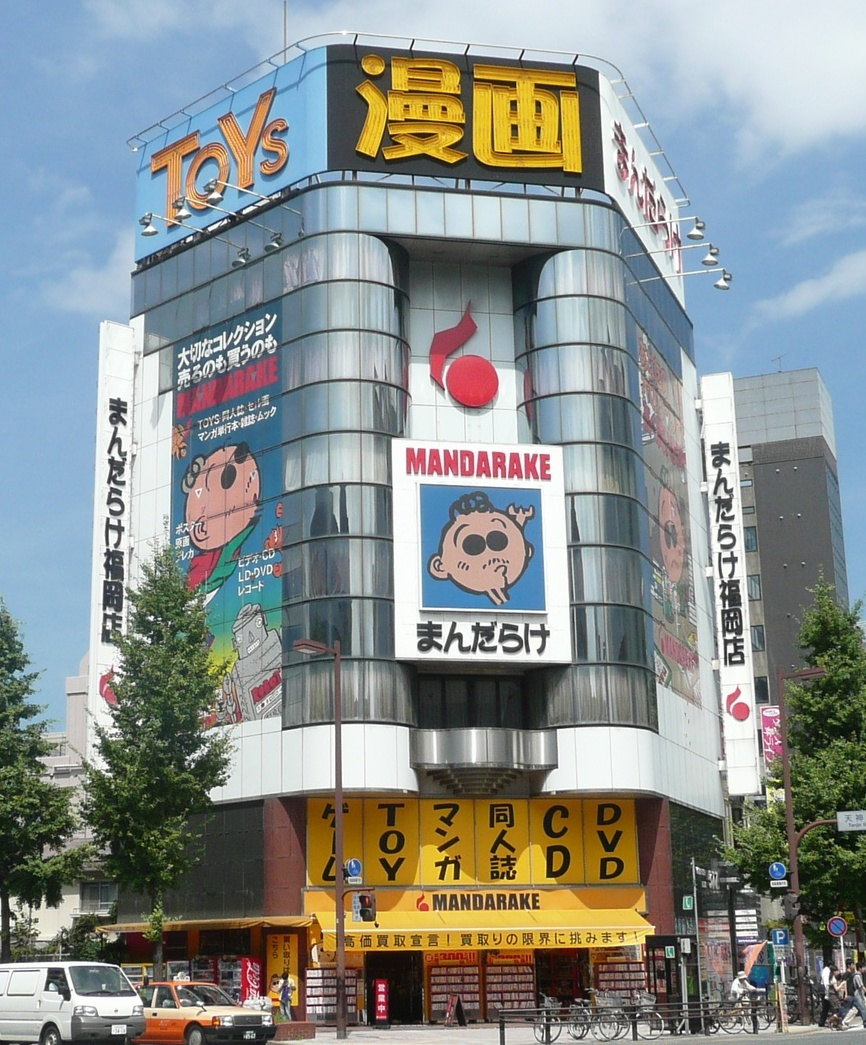
Mandarake de Fukuoka

## Impact
Mandarake est le plus gros vendeur de bandes dessinées d'occasion au monde. Pour Philomena Keet, auteur de Tokyo Fashion City, ce succès financier « témoigne de la ferveur des fanatiques japonais, du dévouement des collectionneurs japonais et de la richesse de la culture matérielle du Japon ». La société vend et achète environ dix mille articles par jour et son système de point de vente contient plus de vingt millions d'entrées. Sa politique de prix est connue pour avoir un impact majeur sur le marché des livres d'occasion. Mandarake achète généralement ses articles à la moitié du prix auquel elle compte le revendre, ce qui, pour le New York Times, a contribué à apporter de la transparence à l'évaluation des biens d'occasion.
La société cherche activement à attirer des clients étrangers : outre la disponibilité de la boutique en ligne en anglais, elle s'efforce de recruter des vendeurs parlant des langues étrangères. Les magasins Mandarake sont en outre promus comme des attractions touristiques au Japon et, en particulier, comme une destination majeure pour les otaku étrangers.

## Incidents notables
En 2003, Mandarake est accusée d'avoir mis en vente des manuscrits de Kenshi Hirokane et Yayoi Watanabe acquis illégalement. C'est l'éditeur de Hirokane et Watanabe, Sakura Comics, qui les a vendus à Mandarake pour renflouer ses caisses alors qu'il risquait la faillite, plutôt que de les rendre aux auteurs conformément aux contrats signés avec ceux-ci. Mandarake fait valoir qu'elle n'avait aucun moyen de savoir que Sakura Comics n'avait pas le droit de lui vendre les manuscrits ; ceux-ci sont finalement restitués aux artistes dans le cadre d'une procédure judiciaire.
En novembre 2012, un ancien employé de Mandarake dépose une requête auprès du tribunal du district de Tokyo dans laquelle il demande à l'entreprise le règlement de ses heures supplémentaires. Il soutient que son travail avant et après les heures d'ouverture du magasin n'était pas rémunéré et réclame 2 292 246 yens de salaires impayés et 2 194 046 yens de dommages et intérêts. Le tribunal donne raison au plaignant et ordonne à Mandarake de lui verser 2 233 606 yens de salaires impayés et 2 108 165 yens de dommages et intérêts.
En 2016, la police métropolitaine de Tokyo reproche à Mandarake de ne pas vérifier correctement l'identité des acheteurs lors des ventes aux enchères qu'elle organise en ligne et d'enfreindre par conséquent la loi sur le commerce d'antiquités (ja). Cette loi exige que les acheteurs de biens d'occasion présentent une photographie d'identité pour que la police puisse suivre plus aisément le parcours des objets volés. Le tribunal du district de Tokyo suspend alors la licence de vente en ligne de Mandarake pendant un mois et inflige à l'entreprise une amende de 300 000 yens.
En 2018, une illustration originale d'Ai to Makoto (en), comptant parmi une série de quinze illustrations que l'on croyait perdues depuis 1974, est mise en vente lors d'une enchère en ligne organisée par Mandarake. Kōdansha, l'éditeur d'Ai to Makoto, réclame la restitution de l'œuvre et, dans un communiqué, demande au public de ne pas participer à la vente aux enchères. L'illustration est finalement vendue aux enchères à un acheteur privé pour quatre millions de yens,.

### Affaire du vol à l'étalage de 2014
Le 4 août 2014, un jouet de collection en métal dérivé du manga Tetsujin 28-gō de Mitsuteru Yokoyama, d'une valeur de 250 000 yens, est volé dans la boutique Mandarake de Nakano. En réaction, Mandarake a publié sur son site web une image extraite des enregistrements vidéo des caméras de surveillance, où le voleur présumé apparaît avec le visage flouté, et menacé de retirer le brouillage si l'article volé n'était pas restitué avant une semaine. La police métropolitaine de Tokyo demande alors à Mandarake de ne pas publier l'image non censurée. Bien que l'entreprise ait d'abord déclaré qu'elle passerait outre, elle renonce finalement à mettre sa menace à exécution.
L'incident suscite une polémique : la moralité des actions de Mandarake est mise en doute et la question se pose de savoir si elles constituent un acte illégal d'intimidation. Dans un entretien publié dans l'hebdomadaire Tōyō Keizai (en), le président de Mandarake, Masuzō Furukawa, déclare que la décision de publier l'image était motivée par le souhait de voir l'objet restitué et de dissuader les futurs voleurs à l'étalage. Mandarake reçoit notamment le soutien de l'actrice et chanteuse Shōko Nakagawa.
Le voleur, Kazutoshi Iwama, est identifié et arrêté par la police métropolitaine de Tokyo le 19 août 2014 après qu'il a essayé de revendre le jouet à un autre magasin d'occasions. Iwama déclare qu'avant son arrestation, il ignorait que Mandarake avait publié son image floutée,. Il est plus tard condamné à un an de prison et à trois ans de sursis avec mise à l'épreuve.